# Mazerolles (Charente-Maritime)
Mazerolles – miejscowość i gmina we Francji, w regionie Nowa Akwitania, w departamencie Charente-Maritime.
Według danych na rok 1990 gminę zamieszkiwało 187 osób, a gęstość zaludnienia wynosiła 36 osób/km² (wśród 1467 gmin regionu Poitou-Charentes Mazerolles plasuje się na 808. miejscu pod względem liczby ludności, natomiast pod względem powierzchni na miejscu 1064.).